# 이장희 (야구 선수)
이장희(李張熙, 1989년 10월 16일 ~ 2013년 7월 15일)는 전 KBO 리그 LG 트윈스의 내야수이다.

## LG 트윈스 시절
2013년 1군에 첫 등록되었지만, 1군 출장 경험이 없었다.

## 사망
2013년 7월 15일 오전 4시경 송파구 삼전동의 한 주차장 인근에서 숨진 채 발견되었다. 이에 그와 절친한 친구 NC 다이노스의 투수 노건우는 SNS사이트에 '이 새X야 핸드폰 꺼놓고 장난하지 말고 연락해라'라는 글을 남겨 야구팬들의 마음을 안타깝게 했고, 사망 다음날 LG 트윈스는 롯데 자이언츠와의 사직경기에서 이장희를 추도하는 마음에서 검은색 나비넥타이를 한 채 경기를 치렀다. 결과는 연장승부끝에 오지환이 김사율을 상대로 결승 투런포를 날리면서 승리를 가져왔다. 이날 수훈선수였던 오지환은 인터뷰에서 '장희형이 도와준것같다. 하늘에서도 보고 있을 것이다.'라는 말을 남겼다. 한편 2012년 1월 신인 지명선수 교육중에 같은 대졸입단동기생 이규환(두산 베어스 3라운드 지명)도 이장희와 같은 실족사로 사망해 1989년생 대졸야구선수들의 마음을 안타깝게 하였다. 1989년 대졸 야구생으로 이규환, 이장희의 동기생으로는 SK 와이번스의 문승원, 한동민, 두산 베어스의 윤명준, 롯데 자이언츠의 신본기, 홍성민, KIA 타이거즈의 박지훈, 윤완주, 임준섭, 황정립, LG 트윈스의 조윤준, 최성훈, 한화 이글스의 양성우, NC 다이노스의 나성범, 노진혁, 마낙길, 노성호 등이 있다.

## 출신 학교
- 서울가동초등학교
- 배명중학교
- 경기고등학교
- 동국대학교

## 등번호
- 62 - LG 트윈스